# Club Deportivo Los Rebeldes de Barva

El Club Deportivo Municipal de Barva, también conocido como Los Rebeldes, fue un club de fútbol de Costa Rica de la ciudad de Barva en Heredia. Fue fundado en  1979 y se desempeñó en la  Tercera División de Costa Rica.

## Historia
El club fue formado a finales de los 70`s y ocupó los primeros lugares en los Torneos de Distritos Barveños. Sin embargo, es hasta 1982 y con la ayuda del comité cantonal de Deportes local y dirigentes como Jorge "neco" Ramírez Sancho, Manrique Salas, Elieser Villalobos y Fernando "chino" Cordero. Que el Municipal Rebeldes representan a Barva como selección de Fútbol en la Tercera División (2.da. División de Ascenso).
El llamado clásico cantonal era frente al Independiente Peñarol de San Pedro de Barva, fundado por el señor Carlos Camacho en los años 50´s.

### Logros alcanzados
Para 1981 el Club Deportivo Diablos Rojos fue campeón regional y logran un tercer lugar a nivel nacional en la liga B aficionada, y con esto el ascenso a la Segunda Liga Superior de ACOFA de 1982. 
Pero a finales de 1982, el Club Deportivo Los Rebeldes son monarcas a nivel cantonal de 3.ª. División, y juegan la cuadrangular por la provincia de Heredia (2.ª. División B de Ascenso). Y durante el partido final de Segunda División entre El Carmen de Alajuela y la A.D. Yuba Paniagua, fue en ese preliminar que demuestran su casta; dejando en el camino a la Suiza de San Rafael, Belén, San Pablo, C.D. Montano de Santa Rosa de Santo Domingo, entre otros.
En 1982 el club rojo juega las semifinales finales nacionales y es eliminado en las rectas finales por los porteños de Cooperativa El Silencio. Siendo el Monarca Nacional San Gerardo de Guadalupe Fútbol Club.
Para 1984 este equipo barveño es Campeón Cantonal de Tercera División de ANAFA, sin embargo a nivel provincial ganan el subtítulo. Y el campeón provincial fue la A.D. Barrealeña, .
Para 1985 la A.D. Barveña la disputa contra: EL C.D. Jorge Muñóz, Condor de San Francisco de Heredia,  Selección de Bárbara, Independiente La Rusia Floreña, La Ribera de Belén, Yurusty de Santo Domingo y Bravo Rafaeleño. Siendo campeón por Heredia el Club Deportivo España de San Isidro.

## Jugadores Importantes
Municipal Barva (Los Rebeldes): Ronald Campos, Paul Rodríguez, Francisco Hidalgo, Rodrigo Rodríguez, Fabian Montero, William Montero, José María Aguilar, Claudio Segura, Carlos Ruiz Castillo y Danilo Montero.
El corresponsal de Barva para el periódico La Prensa Libre fue Miguel Villegas.

## Palmarés
Torneos nacionales
- Campeonato Nacional de Segunda División B de ACOFA (ANAFA) Heredia (1): 1982

- Subcampeón Nacional de Tercera División por ANAFA Heredia (1): 1984